# Leptolepia
Leptolepia, rod papratnjača iz porodice Dennstaedtiaceae, koja čini dio reda osladolike. Jedina vrsta je L. novae-zelandiae, endem sa Novog Zelanda. Treba ga vjerojatno uključiti u parafiletski rod Dennstaedtia (Perrie et al. 2015).

## Sinonimi
- Acrophorus hispidus T.Moore
- Davallia novae-zelandiae Colenso
- Dennstaedtia novae-zelandiae (Colenso) Keyserl.
- Leptolepia novae-zelandiae (Colenso) Kuhn
- Microlepia novae-zealandiae (Colenso) J.Sm.